# Папа Евгеније IV
Папа Евгеније IV (лат. Eugenius IV; 1383 — 23. фебруар 1447) био је 207. папа, а папску службу је обављао од 3. марта 1431. године па до своје смрти.

## Биографија
Рођен је 1383. године у Венецији као Габријел Кондулмер. Ујак му је био римски папа Гргур XII који га је 1407. године именовао епископом Сијене. Током понтификата папе Мартина V је био легат у Пиценуму. Наследио га је на папској столици 3. марта 1431. године као Евгеније IV. Понтификат папе Евгенија обележен је сукобима са Базелским сабором. Саборски покрет бележи свој успон након завршетка Велике шизме. На сабору у Констанци утврђено је да су одлуке сабора изнад папе. На сабору у Пизи из 1409. године одређено је да се сабори одржавају у редовним временским размацима. Папа Мартин је сазвао Базелски сабор 1431. године. Како би подрио саборски покрет, папа Евгеније је ступио у преговоре са Византијским царством око склапања уније источне и западне цркве. Византијско царство, са свих страна окружено Османлијама, прихватило је преговоре. Цар Јован VIII и више од 700 званичника источне цркве пристигло је 1439. године на сабор у Ферари који је месец дана по сазивању премештен у Фиренцу. Базелски сабор је, у међувремену, лишио папу Евгенија дужности и прогласио је савојског војводу Амадеа VIII за папу. Декрет о уједињењу је потписан што доводи до превласти папе Евгенија над Базелским сабором. Цар Фридрих III је Евгенија признао за папу. Међутим, стварна унија није постигнута. Памтећи латинску власт у 13. веку, многим Византинцима била је милија османска од латинске управе. Године 1442. папа позива на крсташки рат против Османлија. Јулијан Ћезарини, папски легат, био је један од главних проповедника неуспешног Варнинског крсташког рата (у српској историји познат као Дуга војна). У бици код Варне (1444) погинуо је и пољско-угарски краљ Владислав III Јагелонац. Папа Евгеније је умро 23. фебруара 1447. године. Наследио га је папа Никола V.